# Johann von Lamont
Ne doit pas être confondu avec Johann Lamont.
Johann von Lamont (Corriemulzie, 13 décembre 1805-Munich, 6 août 1879) est un astronome et physicien bavarois d'origine écossaise. 

## Biographie
Après la mort de son père en 1817, il est envoyé dans un monastère à Ratisbonne en royaume de Bavière pour son éducation. Il y apprend l'astronomie et entre à l'observatoire de Bogenhausen où il devient l'assistant de Johann Georg von Soldner (1827). Il obtient en 1830 un doctorat de philosophie. En 1835, il prend la direction de l'observatoire de Bogenhausen et en 1852, est nommé professeur d'astronomie à l'université de Munich. 
Johann von Lamont entreprend à l'observatoire un catalogue de 35 000 étoiles et travaille sur le magnétisme de la Terre, ce qui sera sa spécialité. Il découvre ainsi les fluctuations périodiques du champ magnétique terrestre (1850). On lui doit aussi le calcul des orbites des lunes de Saturne et Uranus et l'obtention de la première mesure de la masse d'Uranus. En 1845 et 1846, il observe Neptune mais ne l'identifie pas comme une planète. 

## Œuvres
- Ueber die Bahn des dritten Saturns-Satelliten, 1837
- Stellarum in nebula Orionis visibilium mensurae, 1837
- Bestimmung der Horizontal-Intensität des Erdmagnetismus, 1837
- Darstellung der Temperaturverhältnisse an der Oberfläche, 1840
- Ueber das magnetische Observatorium der königl. Sternwarte, 1841
- Observationes astronomicae in specula regia Monachiensi, 1844
- Handbuch des Erdmagnetismus, 1849
- Astronomie und Erdmagnetismus, 1858
- Untersuchungen über die Richtung und Stärke des Erdmagnetismus, 1858
- Der Erdstrom und Der Zusammenhang Desselben Mit Dem Magnetismus Der Erde, 1862
- Annalen der Königlichen Sternwarte bei München, 1863
- Astronomische Bestimmung der Lage des bayerischen, 1866
- Atmosphärische Wellen, 1867
- Ein neuer Verdunstungsmesser, 1868
- Hülfsmittel zur Registrirung der Lufttemperatur, 1870

## Distinctions
Parmi les nombreuses récompenses qu'il a reçues citons :
- Membre de l'Académie bavaroise des sciences (1837)
- Foreign Member of the Royal Society
- Membre de la Royal Society of Edinburgh
- Anoblissement par le roi de Bavière (1853)
- Ordre royal de l'Étoile polaire (1858)
- Monument commémoratif à Inverey
- Cratère Lamont sur Mars
- Cratère Lamont sur la Lune
- L'île Lamont dans l'archipel François-Joseph, nommée en son honneur par Julius von Payer en 1874